# Розенфельдська волость
Розенфельдська волость — історична адміністративно-територіальна одиниця Тираспольського повіту Херсонської губернії.
Станом на 1886 рік складалася з 7 поселень, 7 сільських громад. Населення — 1017 осіб (525 осіб чоловічої статі та 492 — жіночої), 151 дворових господарств..
|                     | Площа, десятин | У тому числі орної, дес. |
| ------------------- | -------------- | ------------------------ |
| Сільських громад    | 11274          | 5230                     |
| Приватної власності | 2526           | 1146                     |
| Казенної власності  | —              | —                        |
| Іншої власності     | —              | —                        |
| Загалом             | 13800          | 6376                     |

Поселення волості:
- Розенфельд (Коноплів) — колонія німців при річці Великий Куяльник за 75 верст від повітового міста, 227 осіб, 33 двори, волосне правління, лютеранська церква, школа, земська поштова станція, 2 парові млини.
- Олександрфельд (Курсаків) — колонія німців при річці Великий Куяльник, 166 осіб, 23 двори, римо-католицький молитовний будинок, школа.
- Нейкандель (Богунське) — колонія німців при річці Великий Куяльник, 139 осіб, 20 дворів, римо-католицький молитовний будинок, школа.
- Нейлібенатль (Вовкове) — колонія німців при Кошкиній балці, 240 осіб, 42 двори, римо-католицький молитовний будинок, школа, лавка.
- Нейхльзас (Добрівка) — колонія німців при річці Великий Куяльник, 111 осіб, 16 дворів, римо-католицький молитовний будинок, школа.